# Linda Gardelle
Pour les articles homonymes, voir Gardelle.
Linda Gardelle, née en 1979, est une sociologue française qui travaille sur le nomadisme et le pastoralisme et plus particulièrement la Mongolie,  mais également, la France, le Mali, le Maghreb et le Sahara. Elle étudie le nationalisme et les dynamiques identitaires, ainsi que le pastoralisme.

## Biographie
Elle est Lauréate des Bourses Zellidja en 1997 pour un voyage en Mongolie.
Elle obtient son doctorat en sociologie à l'université Panthéon-Sorbonne en 2007
En 2009, elle entre à l'ENSTA-Bretagne en tant qu'enseignant-chercheur.

### Ouvrages
- Jeunes mongols de la steppe, s.n., 1997 (OCLC 867564301)
- Linda Gardelle, Aylal, Une année en Mongolie, Larbey, Gaïa, 2004 (ISBN 978-2-84720-052-2, OCLC 419738619)
- Des sociétés nomades et des États : Enjeux identitaires en Mongolie et au Mali, Lille, Atelier national de Reproduction des Thèses, 2008 (OCLC 495074765)
- Linda Gardelle, Jacques Legrand et André Bourgeot, Les Touaregs dans le Sahara malien. Des sociétés nomades et des Etats, Paris, Buchet-Chastel, coll. « Ecologie », 2010, 160 p. (ISBN 978-2-283-02434-8, OCLC 708380263)
- Eleveurs nomades en Mongolie. Des sociétés nomades et des Etats, Paris, Buchet-Chastel, coll. « Ecologie », 2010, 160 p. (ISBN 978-2-283-02433-1, OCLC 681055005)
- Les Géopolitiques de Brest, Un "printemps arabe"? : [actes du colloque, Brest, 25-27 janvier 2012], Paris, L'Harmattan, 2013, 167 p. (ISBN 978-2-343-00870-7, OCLC 862758418)

### Articles
- Linda Gardelle et Sandrine Ruhlmann, « La revalorisation des produits du terroir en Mongolie : Des logiques économiques, écologiques et culturelles », Autrepart, Presses de Sciences Po, no 50,‎ février 2009, p. 135-152 (DOI 10.3917/autr.050.0135, lire en ligne)
- Sandrine Ruhlmann et Linda Gardelle, « Les dessus et les dessous du lait. Sociologie et politique du lait et de ses dérivés en Mongolie », Études mongoles et sibériennes, centrasiatiques et tibétaines,‎ 20 septembre 2013, p. 43-44 (DOI 10.4000/emscat.1974, lire en ligne)